# Porzellanfabrik Metzler & Ortloff

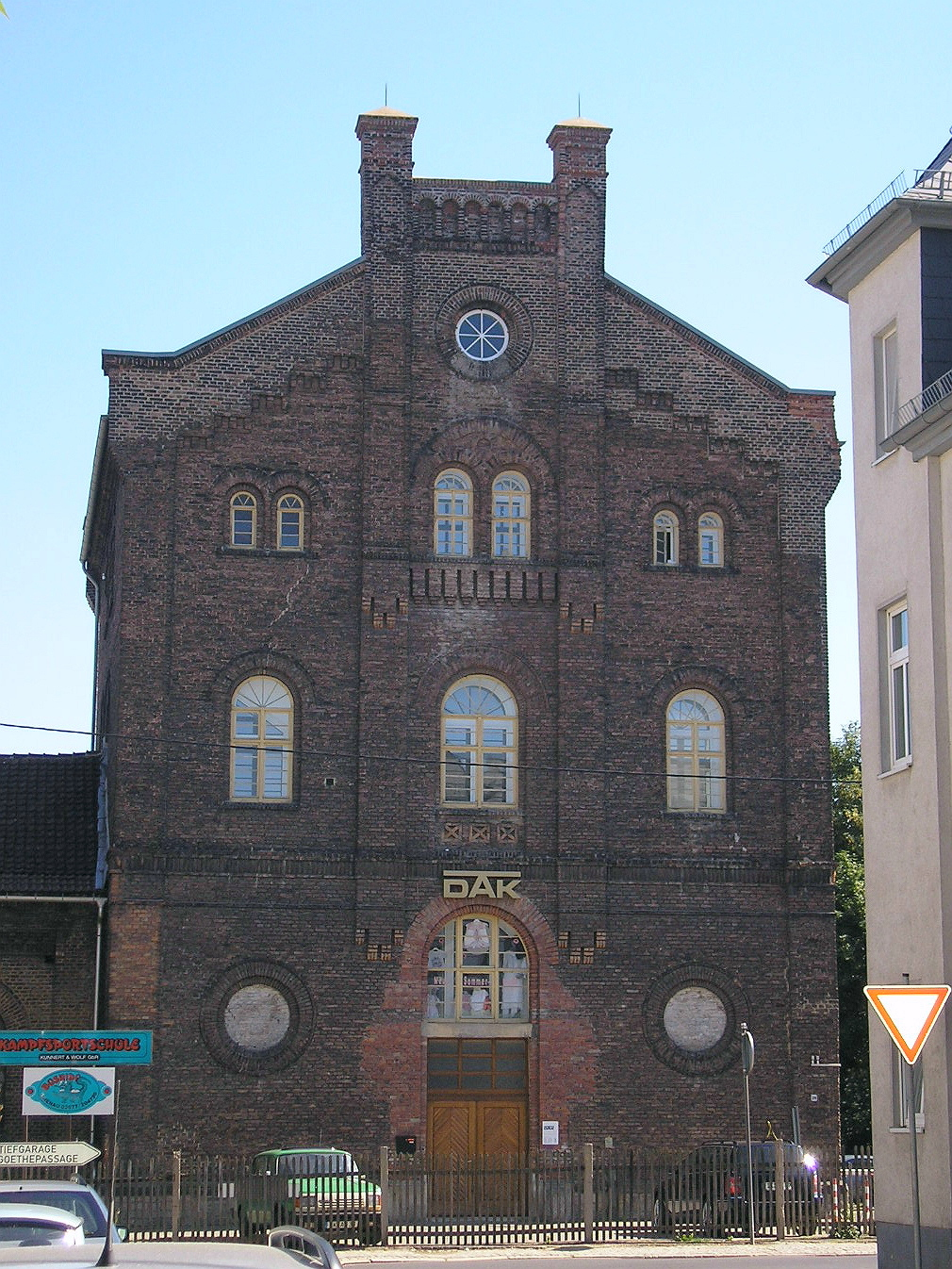
Fabrikgebäude

Die Porzellanfabrik Metzler & Ortloff war ein Unternehmen zur Herstellung von Porzellan in Ilmenau in Thüringen, das von 1873 bis 1976 bestand und vor allem für seine kunstvollen Porzellanartikel bekannt war. Die Marke Metzler & Ortloff ist auch heute noch in Sammlerkreisen geschätzt.
Das Unternehmen war der zweitgrößte Porzellanhersteller in Ilmenau, des Weiteren gab es noch die Unternehmen Henneberg-Porzellan, Galluba & Hoffmann sowie die Porzellanfabrik Arno Fischer.

## Geschichte

### Gründung des Unternehmens

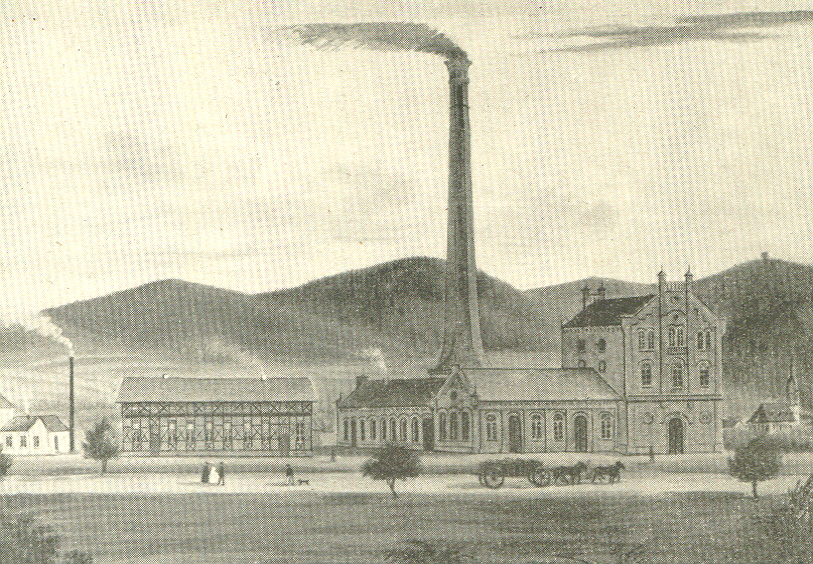
Das Werksgelände um 1860

Die Geschichte des Unternehmens begann, als der Ilmenauer Kaufmann Adolf Höhn 1863 das Gelände des ehemaligen Carl-August-Schachts an der Weimarer Straße in Ilmenau kaufte, um dort eine Fabrik zu bauen. Der Carl-August-Schacht war 1856 errichtet worden und bestand aus einem Malakow-Turm und angeschlossenen Werkshallen. Der Schacht sollte Kupferschiefer fördern; 1859 wurde der Betrieb jedoch wegen Unrentabilität eingestellt und anschließend zum Verkauf angeboten. 1865 kaufte Höhn noch die Kleine Massenmühle (im Bereich der heutigen GO!-Tankstelle an der Schleusinger Allee) hinzu, in der er die Porzellan-Rohmasse für seine Fabrik fertigen lassen wollte. 1873 konnte Höhn die Brüder Rudolf und Robert Metzler aus Sonneberg von einer Teilhaberschaft überzeugen, da er, um die Fabrik aufzubauen, noch Kapital und erfahrene Unternehmer benötigte. Es wurde ein Unternehmen unter der Firma Höhn & Metzler gegründet, das am 18. April 1873 in das Handelsregister beim Amtsgericht Ilmenau eingetragen wurde. Jedoch waren die ersten Jahre des Unternehmens wenig erfolgreich, weswegen Adolf Höhn 1875 als Teilhaber ausschied und sein Kapital abzog. Daraufhin suchten die Gebrüder Metzler nach einem neuen Teilhaber und fanden diesen in Person von Hugo Ortloff. Daraufhin wurde das Unternehmen 1875 in Metzler & Ortloff umbenannt, und es begann eine erfolgreichere Phase.

### Zwischen 1880 und 1945
Die Porzellanfabrik erlebte nach 1875 einen stabilen Aufschwung, sodass sie 1890 bereits etwa 120 Mitarbeiter zählte. Hergestellte Produkte waren zu dieser Zeit vor allem Geschirr, Apothekerutensilien, Figuren, Nippesartikel und Puppen sowie Puppenteile, die in der Ilmenauer Spielwarenindustrie weiterverarbeitet wurden. Die Produktpalette umfasste etwa 2000 verschiedene Artikel, wovon im Jahr etwa 3,5 Millionen Stück hergestellt wurden. 1906 beschrieb das Adressbuch der keramischen Industrie die Produktpalette als „Luxus-, Gebrauchs- und Apotheker-Artikel, Vasen, Jardinièren, Schalen, Osternippes etc. Mokkatassen, feine Puppenköpfe, Senfgefäße, Handleuchter, Seifenschalen und Küchenartikel, ferner Porzellangarnituren für Holzfabrikanten, Figuren und Spielzeug, Malerei, Kindertassen“.
Der Erste Weltkrieg und seine Folgen brachten das Unternehmen erneut in Schwierigkeiten. So kam es in den frühen 1920er-Jahren immer wieder zu Streiks in der Belegschaft, die erst 1923 nachließen, als sich der damalige Eigentümer Hugo Ortloff jun. hart zeigte und Verhandlungen ablehnte. Nach dem Einsetzen der Weltwirtschaftskrise 1929 geriet die Fabrik in eine desolate Finanzlage und musste die Produktion mehrfach kurzzeitig einstellen und zahlreiche Mitarbeiter entlassen. Bis zum Beginn des Zweiten Weltkriegs 1940 besserte sich die Lage des Unternehmens – entgegen dem allgemeinen Trend – nur langsam. Der Zweite Weltkrieg selbst bescherte der Fabrik hingegen volle Auftragsbücher, die aber wegen Rohstoffmangels und verringerter Belegschaft nur langsam abgearbeitet werden konnten. Ein Großteil der Produktion ging in den Export.
Die Erfolge des Unternehmens beruhten nicht zuletzt auf der Persönlichkeit von Hugo Ortloff, dem Sohn des Unternehmensgründers. Er trat 1900 nach abgeschlossenem Studium der Chemie und Kunstgeschichte mit 25 Jahren ins Unternehmen ein. Die Produktion wurde auf Zierporzellan wie Figuren, Vasen, Leuchter, Schalen usw. ausgedehnt. Die Porzellanmasse, Glasuren und Brenntechnik wurden verbessert und die Unterglasurmalerei erlebte eine Blütezeit. Für das Unternehmen arbeiteten Bildhauer und Bildhauerinnen wie Paul Wynand, Sigismund Wernekinck, Erich Schmidt-Kestner, Carl Nacke, August Bornkessel, Karl Röhrig, Paul Zeiller, Gustav Oppel, Hans Knesl, Walter Bosse, Helmut Diller, Fritz Diller, Franz Lippert, Klára Herczeg, Horst Aschermann, Josef Baier, Richard Scheibe, Max Sauerbrey, Erich Legler, Carl Graser, C. Mutzenbacher, Karl Kemedinger, Hoffmann, Jeuthe, Winkler und Wessel.

### Nach dem Zweiten Weltkrieg
Nach dem Zweiten Weltkrieg produzierte Metzler & Ortloff nach wie vor überwiegend für den Export, was jedoch der staatlichen Planungsbehörde der DDR missfiel, sodass angeordnet wurde, mehr für den Binnenmarkt zu produzieren. Die Zahl der Mitarbeiter lag in den 1950er- und 1960er-Jahren bei etwa 125. Erst am 1. Januar 1959 wurde die Fabrik verstaatlicht und in eine Kommanditgesellschaft umgewandelt. Die Gesellschafter wurden enteignet und ihre Anteile wurden der Deutschen Investitionsbank übergeben, die fortan der Besitzer des Betriebs war. 1968 wurde der Betrieb von der Deutschen Investitionsbank an die Porzellanfabrik Lichte übergeben, die wiederum dem Kombinat Henneberg-Porzellan in Ilmenau untergeordnet war. Als 1975 der neue Fabrikkomplex von Henneberg-Porzellan am Eichicht in Ilmenau in Betrieb ging, wurde die alte Fabrik geschlossen, was das Ende der Marke Metzler & Ortloff bedeutete.
Das Werksgelände wird heute von verschiedenen Unternehmen und Vereinen genutzt.
Im April 2021 ging das Gelände in den Besitz der rebo consult Ingenieurgesellschaft mit Sitz in Unterbreizbach über.